# William Irving (Schauspieler)

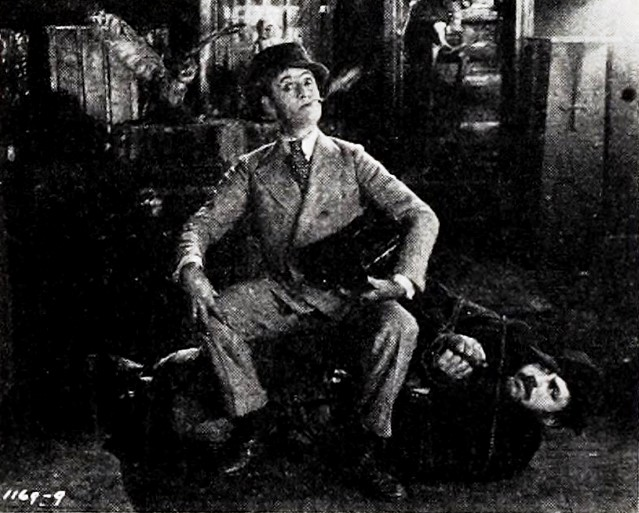
Irving (unten) mit Neal Burns (sitzend) in Mack Sennetts Slapstick-Komödie Call a Cop (1925)

William Irving (* 17. Mai 1893 in Hamburg; † 25. Dezember 1943 in Los Angeles, Kalifornien) war ein deutsch-amerikanischer Schauspieler.

## Leben und Karriere
William Irving wurde in Hamburg geboren. Der genaue Umstand seiner Auswanderung in die Vereinigten Staaten ist unbekannt, allerdings drehte er bereits 1916 mit 23 Jahren seinen ersten Film in den USA. In den 1920er-Jahren übernahm Irving zahlreiche markante Nebenrollen in Stummfilmen, meistens als Filmschurke oder Rivale der Hauptfigur in Kurzfilm-Komödien. Der Beginn des Tonfilmes Ende der 1920er-Jahre schadete Irvings Karriere, er erhielt danach in der Regel nur noch kleinere Nebenrollen. In der Folgezeit wurde der korpulente Charakterkomiker häufig in im Abspann ungenannten Kurzauftritten als Wirt, Kellner oder Polizist besetzt. So spielte er in mehreren Kurzfilm-Komödien der Kleinen Strolche und 17 Filmen des Komikertrios Three Stooges. Außerdem hatte er kleinere Rollen in einer Reihe von Filmklassikern, darunter als feiger Armeekoch im Antikriegsfilm Im Westen nichts Neues (1930). In Der große Diktator ist Irving ebenfalls kurz als auf einem Bett sitzender Mann zu sehen, dessen Zimmerdecke durch Charlie Chaplin zerstört wird.
Irvings filmisches Schaffen zwischen 1916 und 1942 umfasst mehr als 240 Kinofilme. Er starb am Ersten Weihnachtstag des Jahres 1943 im Alter von nur 50 Jahren, laut einem Beitrag des Three Stooges Journals nachdem er als Fußgänger in Los Angeles von einem Auto erfasst worden war.

## Filmografie (Auswahl)
- 1916: Murder by Mistake (Kurzfilm)
- 1917: Whose Baby? (Kurzfilm)
- 1918: Till I Come Back to You
- 1920: Someone in the House
- 1923: Liftboy Nr. 13 (Bell Boy 13)
- 1923: Gentle Julia
- 1925: Nero (Kurzfilm)
- 1926: Call of the Night
- 1927: The Rush Hour
- 1928: Vier Herren suchen Anschluß (Red Hair)
- 1928: Laurel und Hardy – Der beleidigte Bläser (You’re Darn Tootin’, Kurzfilm)
- 1928: Buster Keaton, der Filmreporter (The Cameraman)
- 1930: Im Westen nichts Neues (All Quiet on the Western Front)
- 1932: In einem anderen Land (A Farewell to Arms)
- 1933: Diplomaniacs
- 1933: Liebe und andere Geschäfte (She Had to Say Yes)
- 1933: Parade im Rampenlicht (Footlight Parade)
- 1933: Tillie and Gus
- 1934: Bolero
- 1934: Orient Express
- 1934: Es geschah in einer Nacht (It Happened One Night)
- 1934: You’re Telling Me!
- 1934: Manhattan Melodrama
- 1934: Jagd durch Istanbul (Stamboul Quest)
- 1934: Harold Lloyd, der Strohmann (The Cat’s-Paw)
- 1934: Die kleinen Strolche – Washee Ironee (Kurzfilm)
- 1934: Broadway Bill
- 1935: The Big Broadcast of 1936
- 1936: Mr. Deeds geht in die Stadt (Mr. Deeds Goes to Town)
- 1936: Wenn andere schlafen... (Early to Bed)
- 1937: Die Marx Brothers: Ein Tag beim Rennen (A Day at the Races)
- 1937: Girls Can Play
- 1937: Topper – Das blonde Gespenst (Topper)
- 1937: Paid to Dance
- 1937: The Shadow
- 1938: Who Killed Gail Preston?
- 1938: Special Inspector
- 1938: Convicted
- 1939: Idiot’s Delight
- 1939: Die Findelmutter (Bachelor Mother)
- 1939: Ninotschka (Ninotchka)
- 1940: Tödlicher Sturm (The Mortal Storm)
- 1940: Der große Diktator (The Great Dictator)
- 1940: Bitter Sweet
- 1942: Sechs Schicksale (Tales of Manhattan)
- 1942: Der Fueher Face (Kurzfilm)